# Fliegerabteilung 211 (Artillerie)
Fliegerabteilung 211 (Artillerie) – FA A 211 (Oddział lotnicy artylerii nr 211) – niemiecka jednostka obserwacyjna i rozpoznawcza wspomagania artyleryjskiego Luftstreitkräfte z I wojny światowej.

## Informacje ogólne
Jednostka została utworzona w dniu 31 października 1916 roku z Artillerie-Fliegerabteilung 211. Jednostka uczestniczyła w walkach na froncie zachodnim. Jednostka została rozwiązana do kapitulacji Niemiec.

## Dowódcy eskadry
| Stopień | Nazwisko           | Okres |
| ------- | ------------------ | ----- |
| kapitan | Stein              |       |
| kapitan | Hans-Joachim Siber |       |
| kapitan | Krocker            |       |
| kapitan | Volckmann          |       |